# Hippoporina cancellata
Hippoporina cancellata är en mossdjursart som först beskrevs av Smitt 1868.  Hippoporina cancellata ingår i släktet Hippoporina och familjen Bitectiporidae. Inga underarter finns listade i Catalogue of Life.